# Пондероса (Њу Мексико)
Пондероса (енгл. Ponderosa) насељено је место без административног статуса у америчкој савезној држави Њу Мексико.

## Демографија
По попису из 2010. године број становника је 387, што је 77 (24,8%) становника више него 2000. године.
| Група             | 2000.       | 2010.       |
| Белци             | 82 (26,5%)  | 139 (35,9%) |
| Афроамериканци    | 1 (0,3%)    | 0 (0,0%)    |
| Азијати           | 1 (0,3%)    | 1 (0,3%)    |
| Хиспаноамериканци | 200 (64,5%) | 213 (55,0%) |
| Укупно            | 310         | 387         |